# Cerdia

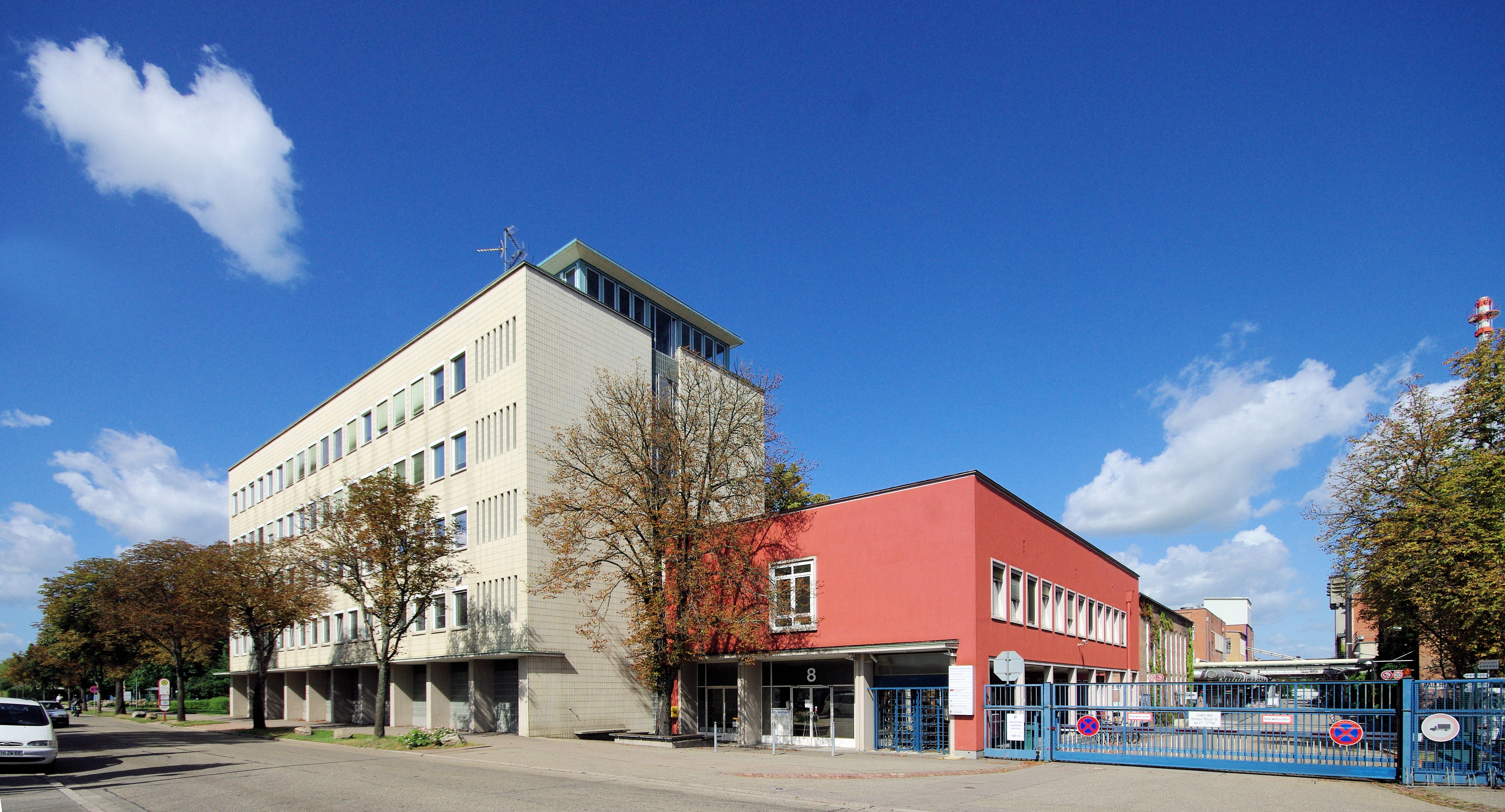
Niederlassung in Freiburg

Die Cerdia, bis April 2019 Rhodia Acetow GmbH, ist ein weltweit operierendes Chemieunternehmen und Hersteller von Celluloseacetat-Werk für die Zigarettenfilterherstellung, Celluloseacetat-Flakes und weiteren Celluloseacetat-Produkten. Cerdia hat ihren Hauptsitz in Basel in der Schweiz und verfügt über vier Produktionsstandorte: in Freiburg im Breisgau (Cerdia Produktions GmbH), Kingsport (Tennessee, USA), Santo André (Sao Paulo, Brasilien) und in Serpuchow (Russland) angesiedelt. Eine Vertriebsniederlassung befindet sich in Singapur. Cerdia beschäftigt weltweit rund 1100 Mitarbeiter, davon rund 750 Mitarbeiter in Freiburg.
Die Cerdia Produktions GmbH befindet sich im 53 Hektar großen Industriegebiet Nord in Freiburg, Deutschland.

## Geschichte
Rhodia Acetow gehörte zu den ersten Acetatherstellern. Nachdem 1911 erste Verfahrenspatente erteilt wurden, stellte Rhodia ab 1912 im französischen Saint-Fons zunächst Celluloseacetat-Flakes (heutiger Handelsname Cerdia® Acetol) her, die in Farben und Lacken eingesetzt werden. 1921 wurde in Roussillon, Frankreich, begonnen, synthetische Garne herzustellen. Ab 1927 wurde unter der Firmierung Deutsche Acetat-Kunstseiden Aktiengesellschaft Rhodiaseta auch in Freiburg produziert. Mit der Ansiedelung des Großbetriebs begann die Entwicklung des heutigen Industriegebiets Nord im Freiburger Stadtteil Brühl. Um die Verwechslung mit Seta, einer Bezeichnung für reine Seide, zu vermeiden, wurde das Freiburger Unternehmen 1951 in Deutsche Rhodiaceta AG umbenannt.
1937 entstand das Garnwerk in Santo André, Brasilien (Rhodia Acetow Brasil). Kurz nach Erfindung der Zigarettenfilterkabel in den USA (die Kabel werden als Verbund von Einzelfasern aus in Aceton gelösten Zelluloseacetatflocken hergestellt) startete Rhodia Acetow 1956 auch in Freiburg mit dieser Produktion (anfänglich unter der Markenbezeichnung Rhiakabel, heute Cerdia® Filter Tow), 1968 desgleichen in Santo André. 1992 übernahm Acetow die Mehrheit der Anteile des venezolanischen Unternehmens Acetco.
Zwei Jahre darauf wurde das Werk Primester in Kingsport (USA) in Betrieb genommen. 1997, 2001 und 2005 wurden in Serpuchow, Russland, die Werke Sertow I–III eröffnet.
Im September 2011 übernahm die belgische Solvay-Gruppe das französische Chemieunternehmen Rhodia. Die deutschen Rhodia-Gesellschaften hatten zum 2. April 2013 umfirmiert. Die Rhodia Acetow GmbH hatte sich in Solvay Acetow GmbH umbenannt. Die Rhodia GmbH änderte ihren Namen in Solvay P&S GmbH. Beide Gesellschaften agierten unter dem Dach der bisherigen Rhodia Deutschland GmbH, die dann den Namen Solvay Holding Freiburg GmbH trug.
Ende 2016 kaufte der US-Finanzinvestor Blackstone die Acetow-Sparte von Solvay. Zum 1. Juni 2017 benannte sich die Solvay Acetow GmbH wieder in Rhodia Acetow um. Mitte Juni 2017 wurde bekannt, dass Rhodia Teil eines globalen Joint Ventures mit dem amerikanischen Chemie-Riesen Celanese werden sollte. Dieses Vorhaben zerschlug sich aber.
Im April 2019 firmierte das Unternehmen dann zu Cerdia um.
2020 erwarb die Freiburg-S-Wirtschaftsimmobilien (FWI) ein 16 Hektar großes Areal von Cerdia und im Herbst 2021 begannen die Abrissarbeiten der dortigen Gebäude.
Juni 2021 hieß es, dass in Zukunft mit der Prozess-Abwärme am Standort Freiburg das benachbarte Europa-Park-Stadion versorgt werden soll.